# يطروفة سميكة الجذور
يطروفة سميكة الجذور (الاسم العلمي:Jatropha pachyrrhiza) هي نوع من النباتات تتبع جنس اليطروفة من الفصيلة الفربيونية.